# Antón Arrufat
Antón Arrufat Mrad (Santiago di Cuba, 14 agosto 1935 – L'Avana, 21 maggio 2023) è stato un drammaturgo, romanziere e saggista cubano.

## Biografia
All'età di 11 anni, si trasferisce con la famiglia da Santiago de Cuba a L'Avana. Ha studiato Filologia presso l'Università dell'Avana. Il suo primo libro apparve nel 1962, una raccolta delle sue prime poesie. Ha vinto il Premio Nazionale di Letteratura di Cuba nel 2000.

## Pubblicazioni
- El caso se investiga, 1957
- En claro, poesia, 1962
- Mi antagonista y otras observaciones, storia, 1963
- Repaso final, poesia, 1963
- Teatro, raccolta di brani, 1963
- Todos los domingos, teatro, 1964
- Escrito en las puertas, poesia, 1968
- Los siete contra Tebas, teatro, 1968
- La caja está cerrada, romanzo, 1984
- La huella en la arena, poesia, 1986
- La tierra permanente, teatro, 1987
- ¿Qué harás después de mí?, storia, 1988
- Las pequeñas cosas, pross, 1988
- Cámara de amor, teatro, 1994
- Lirios sobre un fondo de espadas, poesia, 1995
- La divina Fanny, teatro, 1995
- Virgilio Piñera: entre él y yo, studo, 1995
- Ejercicios para hacer de la esterilidad virtud, storia, 1998
- El viejo carpintero, poesia, 1999
- La noche del Aguafiestas, romanzo, 2000
- Las tres partes del criollo, teatro, 2003
- El hombre discursivo, studi, ed. Letras Cubanas, 2005
- El convidado del juicio, studi, ed. Ediciones Unión, 2015